# Rosolo
Rosolo ou Olmeta est une ancienne piève de Corse. Située dans le nord-est de l'île, elle relevait de la province du Nebbio sur le plan civil et du diocèse de Nebbio sur le plan religieux.

## Géographie
La pieve de Rosolo se situe à l'ouest du Nebbiu, au nord de l’En-Deçà-des-Monts, « pays » équivalent de l'actuel département de la Haute-Corse.
Le territoire de l'ancienne pieve de Rosulu correspond aux territoires des communes actuelles de :
- Olmeta-di-Tuda ;
- Vallecalle ;
- Rutali.

Au début du XVIe siècle, vers 1520, la pieve de Rosolo comptait environ 600 habitants et avait les lieux habités suivants :
- Vallecalle, Vallecalle ;
- la Fussaggia, Fussaia hameau de Vallecalle ;
- Proneta, Pruneta hameau de Vallecalle ;
- Rutali, Rutali ;
- Olmeta, Olmeta-di-Tuda ;
- Rozzoli ;
- lo Torreno, Torreno hameau de Rutali ;
- lo Piovano ;
- la Prelesca.

Au début du XVIIIe siècle, la pieve de Rosolo n’apparaît pas dans le rapport rédigé à la demande des autorités génoises par l'abbé Francesco Maria Accinelli. Celui-ci écrit : « Le Cinque Pieui del Nebbio, sono Patrimonio, Olmetta, Oletta, Farinole, S.Pietro, e S.Quilico. »

« La pieve di Olmetta fà 706.Abitanti divisi in 3.Villaggi Olmetta di Nebbio, Vallecale, e Rutali, che resta di là dal ponte sopra detto Fiume. Due ville Oletta propria, et il Poggio con 887.abitanti formano la Pieve di Oletta, e sopra il Golfo di S.Fiorenzo Scorgesi la Pieve di S.Quilico con 950.abitanti le di cui uille sono Morato soprano, Morato sottano, Rapale, Sorio, Croce, e Pieve. »

— Francesco Maria Accinelli in L’histoire de la Corse vue par un Génois du XVIIIe siècle, p. 223 de son manuscrit.
Et de décrire la piève d'Olmetta dans la Provincia del Nebbio : « Pieve di Olmetta : Olmetta di Nebbio con 3.Ville 264. Valle Calle 205. Ruttali 237 ».

## Histoire

### Antiquité
Des chercheurs ont trouvé des traces d'implantation romaine en contrebas de la vallée, dans un village intermédiaire qui s'appelait Rosolo.

### Moyen Âge
Dans le Haut Moyen Âge, l'ensemble des structures civiles et religieuses subit d'importantes modifications en raison du dépeuplement causé surtout par l'occupation sarrasine, du IXe siècle au IXe siècle jusqu'en 1185 date de leur expulsion, et les incessantes incursions barbaresques dès le XIVe siècle.
Au début du XIe siècle le nord de la Corse est libéré du joug sarrasin par la coalition pisano-génoise. En 1077, Grégoire VII confie l'administration de la Corse à l'évêque de Pise. L'île comptait alors 6 diocèses : Aléria, Sagone, Ajaccio, Mariana, Accia et Nebbio.
En 1092, le pape Urbain II nomme archevêque Daibertus, évêque de Pise, qui devient métropolitain-suzerain des 6 diocèses corses.
En 1123, sollicité par les Génois, le pape Innocent II élève à la dignité archiépiscopale dans l'église de Gênes, 3 évêques en Corse : Mariana, Accia et Nebbio.

### Temps modernes
Rosolo (ou Rosoli) n'a jamais été qualifiée de piève avant le XVIe siècle. Daniel Istria émet l'hypothèse suivante : « Dans un premier temps, le secteur est divisé en deux pièves, géographiquement homogènes et cohérentes, celle de Rosolo, comprenant les territoires des communes actuelles de Vallecalle, Rutali et Olmeta, au sud, Oletta et Poggio d'Oletta au nord et la piève de Patrimonio constituée de Barbaggio, Patrimonio et Farinole. Dans un second temps, il y a individualisation, au sein de ces deux circonscriptions, de plusieurs subdivisions - dont Sant' Andrea d'Oletta et San Cervone d'Oletta, San Martino de Patrimonio, San Pietro de Barbaggio et San Damiano de Farinole - autour d'églises secondaires, déjà présentes dans les documents du XIIIe siècle, et qui prennent alors davantage d'importance. Enfin, une évolution capitale se produit avant le XVIe siècle, lorsque certaines de ces subdivisions, notamment Farinole et Oletta, acquièrent un statut de piève, au moins sur le plan fiscal et administratif. »
Le 15 mai 1768, par le traité de Versailles, Gênes charge la France d’administrer et de pacifier la Corse. Passant sous administration militaire française, la piève de Rosolo devient en 1790 le canton d'Olmeta, lui-même démembré en 1793 et réparti entre deux nouveaux cantons :
- canton de Bivinco formé avec Rutali et trois communes du canton de San Quilico ;
- canton de Tuda formé avec Olmeta-di-Tuda, Vallecalle et les communes du canton d'Oletta.

## La pieve religieuse

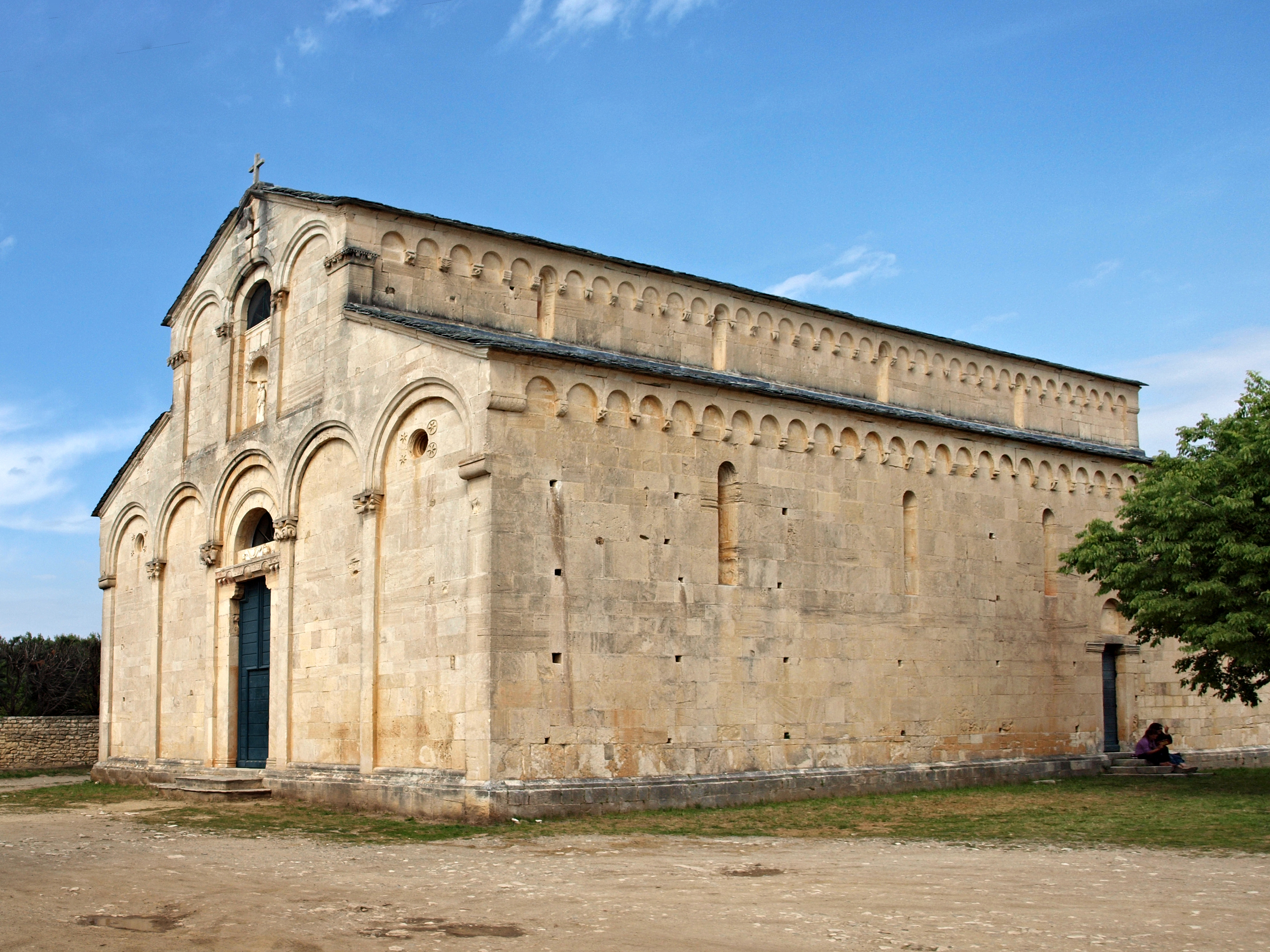
La cathédrale de Nebbiu

Rosolo relevait de l'autorité épiscopale du diocèse du Nebbio dont la cathédrale se trouve à proximité de Saint-Florent. Il fut abandonné par les évêques qui s'installent à Fornacce (aujourd'hui hameau de San-Gavino-di-Tenda). Le diocèse est supprimé en 1790 par l'Assemblée Constituante, au profit d'un diocèse corse unique situé à Bastia ; il sera officiellement incorporé par le pape au diocèse d'Ajaccio dans le cadre du Concordat de 1801.
L'église piévane, ou "Pieve" de Rosolo, était l'église de Santa Maria Assunta, dont il reste des vestiges situés sur la commune d'Olmeta-di-Tuda. Elle est mentionnée par Geneviève Moracchini-Mazel dans son ouvrage Les Églises romanes de Corse.